# Miami PanAm International 2005
Die Miami PanAm International 2005 im Badminton fanden vom 27. bis zum 30. April 2005 statt.

## Sieger und Platzierte
| Disziplin    | Gold                              | Silber                             | Bronze                               |
| ------------ | --------------------------------- | ---------------------------------- | ------------------------------------ |
| Herreneinzel | Keishi Kawaguchi                  | Naoki Kawamae                      | Sergio Llopis                        |
| Herreneinzel | Keishi Kawaguchi                  | Naoki Kawamae                      | Conrad Hückstädt                     |
| Dameneinzel  | Yuan Wemyss                       | Anna Rice                          | Charmaine Reid                       |
| Dameneinzel  | Yuan Wemyss                       | Anna Rice                          | Noriko Okuma                         |
| Herrendoppel | Simon Mollyhus Anders Kristiansen | Toru Matsumoto Keishi Kawaguchi    | Cosmin Ioan Philip Troke             |
| Herrendoppel | Simon Mollyhus Anders Kristiansen | Toru Matsumoto Keishi Kawaguchi    | José Antonio Crespo Nicolás Escartín |
| Damendoppel  | Miyuki Tai Noriko Okuma           | Denyse Julien Milaine Cloutier     | Charmaine Reid Helen Nichol          |
| Damendoppel  | Miyuki Tai Noriko Okuma           | Denyse Julien Milaine Cloutier     | Tammy Sun Lindsay Smith              |
| Mixed        | Mike Beres Jody Patrick           | José Antonio Crespo Yoana Martínez | Andrew Bowman Kirsteen McEwan        |
| Mixed        | Mike Beres Jody Patrick           | José Antonio Crespo Yoana Martínez | Brian Prevoe Valérie St. Jacques     |